# Ocreatus underwoodii
El colibrí de raquetas (Ocreatus underwoodii), también denominado colibrí cola de hoja, colibrí cola de raqueta, cola espátula zamarrito colibrí de raquetas faldiblanco o colarraqueta de botas blancas, es una especie de ave apodiforme de la familia Trochilidae. Es nativo del noroeste de América del Sur.

## Distribución y hábitat
Se distribuye por la cordillera de la Costa del norte de Venezuela, y desde los Andes del noroeste de Venezuela, por las tres cordilleras andinas de Colombia, hacia el sur por la pendiente occidental hasta el suroeste de Ecuador.
Es una especie bastante común en sus hábitats naturales: el interior de selvas húmedas así como también en crecimientos secundarios abiertos desde los 1100 hasta los 3000 m de altitud, algunas veces más bajo, hasta los 600 m, y ocasionalmente hasta los 4000 m, pero es más numeroso entre 1600 y 2200 m. En Colombia, ocurre tanto en bosques sub-andinos primarios como secundarios, por debajo de los 2400 m.

## Descripción
En promedio mide 12,7 cm de longitud, que incluyen los 7,6 cm de la vistosa cola, y pesa 3 g. El pico tiene 13 mm de largo. Presenta dimorfismo sexual. El plumaje en general es de color verde metálico brillante, pero en la garganta es más iridiscente. La cola del macho es espectacular, con dos plumas externas muy largas, curvadas y terminadas en raquetas de color azul verdoso. Presenta zamarros blancos. La hembra tiene las partes superiores color verde metálico y las inferiores principalmente blancas, con denso punteado verde en los flancos y con una estría malar verde. Los zamarros son más pequeños, blancos o cremosos. La cola es más corta pero prominente, con puntas blancas en las plumas externas.

## Alimentación
Se alimenta de néctar de flores diversas, como las de Palicourea, Clusia, Inga, Cavendishia, Erythrina, Macleania y Psammisia. Además captura insectos en vuelo. Busca alimento entre alturas de pocos centímetros sobre del suelo hasta estratos de 6 a 18 m de altura.

## Reproducción
Construye el nido en forma de taza con fibras o vellosidades, en la parte superior de una rama.

## Sistemática

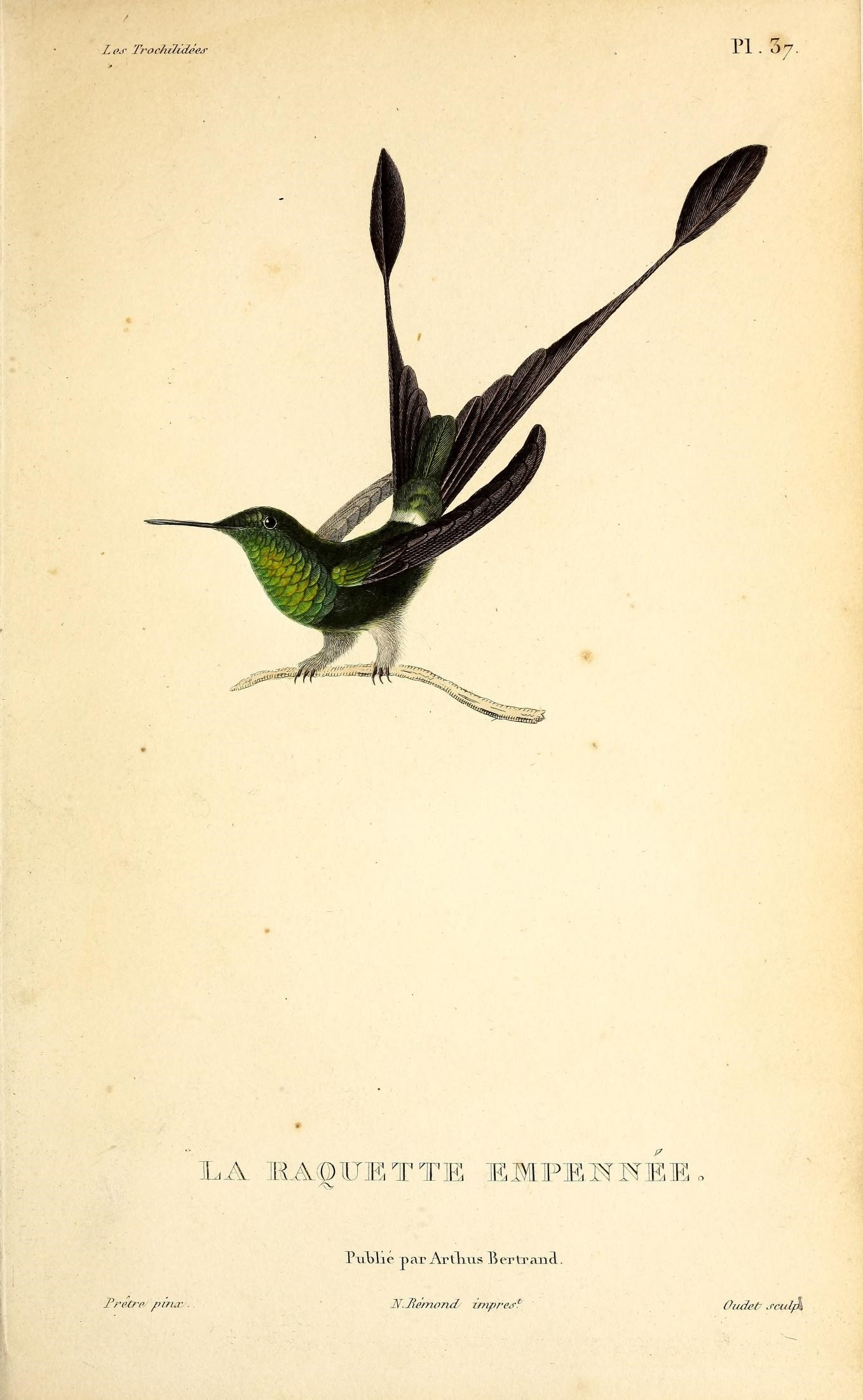
Ornismya underwoodii, ilustración en Les trochilidées, 1832.

### Descripción original
La especie O. underwoodii fue descrita por primera vez por el ornitólogo francés René Primevère Lesson en 1832 bajo el nombre científico Ornismya underwoodii; la localidad tipo dada es «Brasil, corregido posteriormente para Bogotá, Colombia».

### Etimología
El nombre genérico masculino «Ocreatus» en latín significa ‘de botas’; y el nombre de la especie «underwoodii», conmemora a un cierto Mr. Underwood, quien envió un dibujo de la especie a Lesson, que no disponía de un espécimen.

### Taxonomía
El género Ocreatus era monotípico hasta que los estudios comprobaron que las diferencias morfológicas y comportamentales justificaban la división de Ocreatus underwoodii, hasta entonces la única especie plena reconocida, hasta en cuatro especies separadas (O. underwoodii, Ocreatus peruanus, O. addae y O. annae). Las principales clasificaciones reconocieron la separación en tres especies, manteniendo O. annae como subespecie de O. addae. Sin embargo, el Comité de Clasificación de Sudamérica (SACC) rechazó la separación en la Propuesta No 989 principalmente debido a la falta de análisis vocales y genéticos que la justifiquen.
La validad de la subespecie discifer ha sido cuestionada y sinonimizada con la nominal; la subespecie propuesta O. underwoodii ambiguus J.T. Zimmer, 1951, del sur de Colombia, es un sinónimo de incommodus.

### Subespecies
Según las clasificaciones del Congreso Ornitológico Internacional (IOC) y Clements Checklist/eBird se reconocen cinco subespecies, con su correspondiente distribución geográfica:
- Ocreatus underwoodii polystictus Todd, 1942 – cordillera de la Costa del norte de Venezuela (de Carabobo a Miranda).
- Ocreatus underwoodii discifer (Heine, 1863) – noroeste de Venezuela (Zulia y Falcón hasta Táchira y oeste de Barinas) y norte de Colombia (Norte de Santander).
- Ocreatus underwoodii underwoodii (Lesson, 1832) – Andes orientales de Colombia.
- Ocreatus underwoodii incommodus (Kleinschmidt, 1943) – Andes centrales y occidentales de Colombia.
- Ocreatus underwoodii melanantherus (Jardine, 1851) – pendiente occidental desde el suroeste de Colombia (Nariño) hasta el suroeste de Ecuador.